# Raduga K-10S
Raduga K-10S (tên ký hiệu của NATO: AS-2 Kipper) là một loại tên lửa hành trình chống tàu siêu âm có trang bị đầu đạn hạt nhân, loại tên lửa này được bắt đầu phát triển vào năm 1955, và đi vào hoạt động năm 1961.
Tên lửa có kích thước lớn, xấp xỉ kích thước của một máy bay tiêm kích phản lực cỡ nhỏ. Một tên lửa được mang dưới bụng của máy bay ném bom Tu-16K-10 Badger C. Kích thước lớn nên nó có thể chứa được nhiều nhiên liệu, nên nó có thể được phóng từ ngoài tầm của bất kỳ hệ thống phòng không nào. Khi đạt tốc độ hành trình của tên lửa khi bay đến mục tiêu, nó sẽ bay trên độ cao 10.000 mét, cho đến khi đến cách mục tiêu một khoảng từ 100 đến 110 km, lúc này tên lửa sẽ chúi xưống với góc 15 độ. Khi đạt đến khoảng cách 60–70 km cách mục tiêu, độ cao của tên lửa sẽ đạt từ 800 đến 1000 m; sau đó khi cách mục tiêu 10–16 km, hệ thống dẫn đường chủ động của tên lửa sẽ được kích hoạt đưa tên lửa đến mục tiêu. Sau đó bắt đầu đâm bổ xuống tấn công mục tiêu là tàu trên mặt nước hoặc dưới mặt nước.

## Quốc gia sử dụng
- Liên Xô

## Thông số
- Chiều dài: 9.75 m
- Sải cánh: 4.18 m
- Đường kính: 1 m
- Trọng lượng phóng: 4,533 kg
- Trọng lượng đầu nổ: 940 kg
- Tầm bắn: 110 km đến 325 km
- Trần bay: 1,500 đến 11,000 m
- Vận tốc hành trình: 2,030 km/h
- Động cơ: Mikulin M-9FK